# 김재철 (법조인)
김재철(金在澈, 1939년 ~)은 제24대 대구고등법원장 등을 역임한 법조인이다.

## 생애
1939년 경상북도 안동시에서 태어났다. 할아버지와 아버지가 모두 법조인이다. 김재철은 1957년 경기고등학교, 1961년 서울대학교 법학과를 졸업하였다.  
제12회 고등고시 사법과에 합격해 1964년 부산지방법원 판사를 하다가 부장판사로 승진하여 1975년 서울민사지방법원 , 1981년 서울고등법원에서 부장판사를 하였으며 1986년 광주지방법원 제주지원장을 한 이후 제주지방법원, 청주지방법원, 대구고등법원. 사법연수원에서 법원장을 역임했다.
서울민사지방법원 7부 판사로 재직하던 1969년 10월 14일에 삼성그룹 회장 이병철이 식산은행을 상대로 제기한 주권 인도 등 청구소송에서 "국가가 5.16이후 해당 주식을 원고가 소유하고 있는 것으로 인정하여 귀속 처분한 것은 법률상 무효"라며 원고 승소 판결했다.